# Ademar Pantera
Ademar Pantera, właśc. Ademar Miranda Júnior (ur. 30 października 1941 w São Paulo, zm. 30 listopada 2001 tamże) – piłkarz brazylijski, występujący na pozycji napastnika.

## Kariera klubowa
Karierę piłkarską Ademar Pantera rozpoczął w klubie Prudentina Presidente Prudente w 1960 roku. W latach 1964–1966 i 1967–1968 występował w SE Palmeiras. Z Palmeiras wygrał Torneio Rio - São Paulo w 1965, zdobył mistrzostwo stanu São Paulo – Campeonato Paulista w 1966 oraz Taça Brasil w 1967 roku.
W latach 1966–1967 był zawodnikiem CR Flamengo. Z Flamengo zdobył mistrzostwo Rio de Janeiro – Campeonato Carioca w 1967 roku. W 1968 roku krótko występował we Fluminense FC, a 1969 rok spędził w Coritibie. Z Coritibą zdobył mistrzostwo stanu Parana – Campeonato Paranaense. Karierę zakończył w Uberabie w 1970 roku.

## Kariera reprezentacyjna
W reprezentacji Brazylii Ademar Pantera zadebiutował 7 września 1965 w wygranym 3-0 meczu z reprezentacją Urugwaju. Drugi i ostatni raz w reprezentacji Ademar Pantera wystąpił 21 listopada 1965 w zremisowanym 2-2 meczu z reprezentacją ZSRR.
| Mecze i gole w reprezentacji | Mecze i gole w reprezentacji | Mecze i gole w reprezentacji | Mecze i gole w reprezentacji | Mecze i gole w reprezentacji | Mecze i gole w reprezentacji | Mecze i gole w reprezentacji |
| #                            | Data                         | Miasto                       | Przeciwnik                   | Gol                          | Wynik                        | Rozgrywki                    |
| ---------------------------- | ---------------------------- | ---------------------------- | ---------------------------- | ---------------------------- | ---------------------------- | ---------------------------- |
| 1.                           | 07.09.1965                   | Belo Horizonte               | Urugwaj                      |                              | 3:0                          | towarzyski                   |
| 2.                           | 21.11.1965                   | Rio de Janeiro               | ZSRR                         |                              | 2:2                          | towarzyski                   |